# Медаль «За внесок у розвиток культури і мистецтва»
Медаль «За заслуги в культурі і мистецтві» — державна нагорода Італійської Республіки.

## Історія
Медаль заснована законом від 16 листопада 1950 року № В 1093.

## Правила нагородження
Медаль призначена для нагородження осіб, які проявили особливі заслуги перед нацією в області культури і мистецтва.
Медаллю нагороджуються представники міністерств, ректори, керівники вищих художніх навчальних закладів, директори публічних бібліотек, співробітники університетів і інститутів вищої художньої освіти, керівники і учителі початкових і середніх навчальних закладів, співробітники провінційних відділень освіти і інспекцій, музиканти, письменники, актори і художники.
Пропозиції про нагородження виносить комісія, що призначається під головуванням міністра культури і мистецтв.
Нагородження здійснюється декретами Президента Республіки за пропозицією міністра культури і мистецтв.

## Ступені
Медаль має 3 ступені:
1. Золота медаль
2. Срібна мадаль
3. Бронзова медаль